# Plagiochila cambuena
Plagiochila cambuena là một loài rêu tản trong họ Plagiochilaceae. Loài này được Stephani miêu tả khoa học lần đầu tiên năm 1890.